# Bazarnes
Bazarnes [bazaʁn] ist eine französische Gemeinde mit 414 Einwohnern (Stand 1. Januar 2022) in der Region Bourgogne-Franche-Comté (vor 2016 Bourgogne) im Département Yonne. Sie ist dem Kanton Joux-la-Ville und dem Arrondissement Auxerre zugeteilt. Die Einwohner werden Bazarnais genannt.

## Geographie

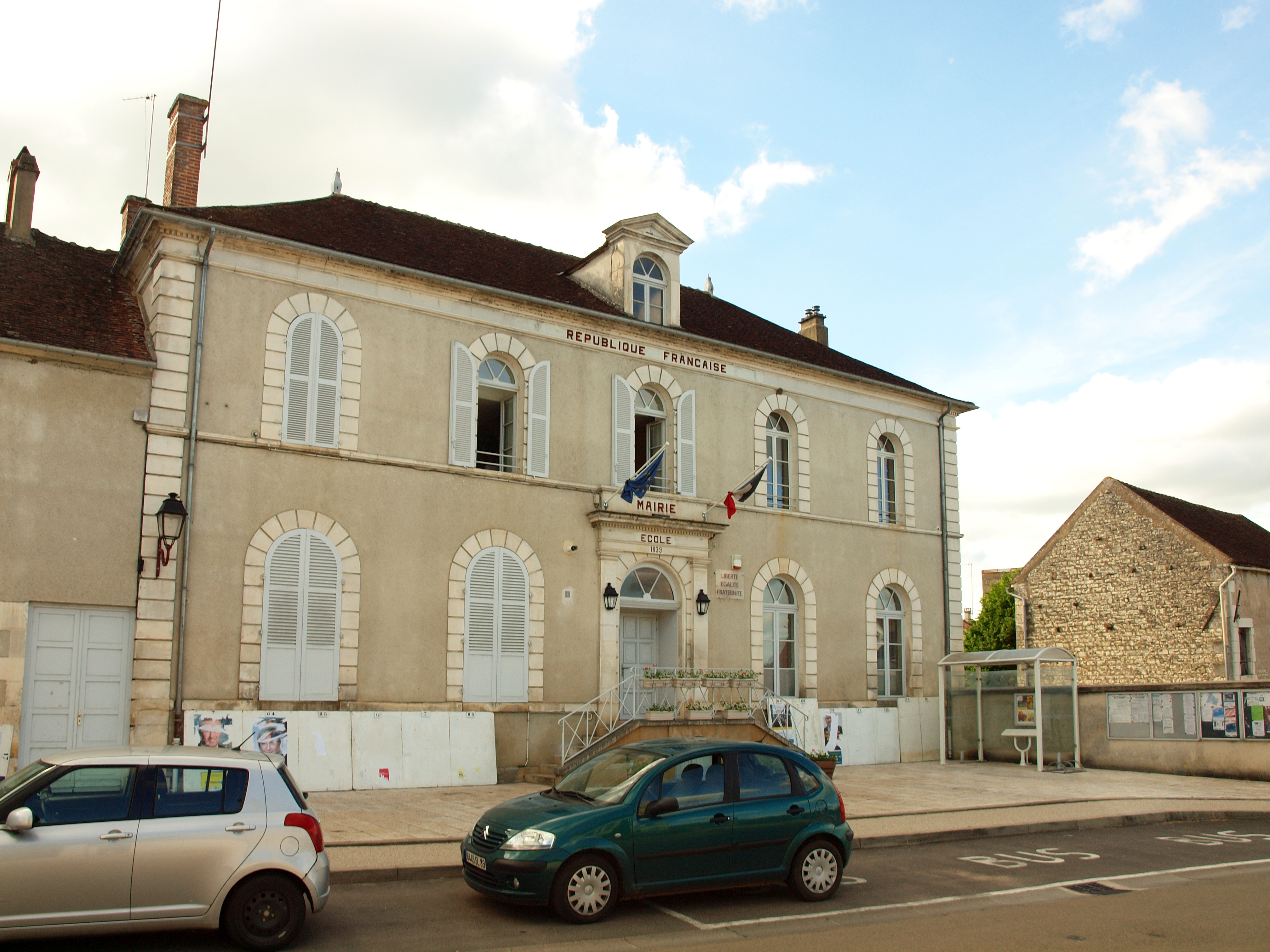
Mairie (Rathaus)

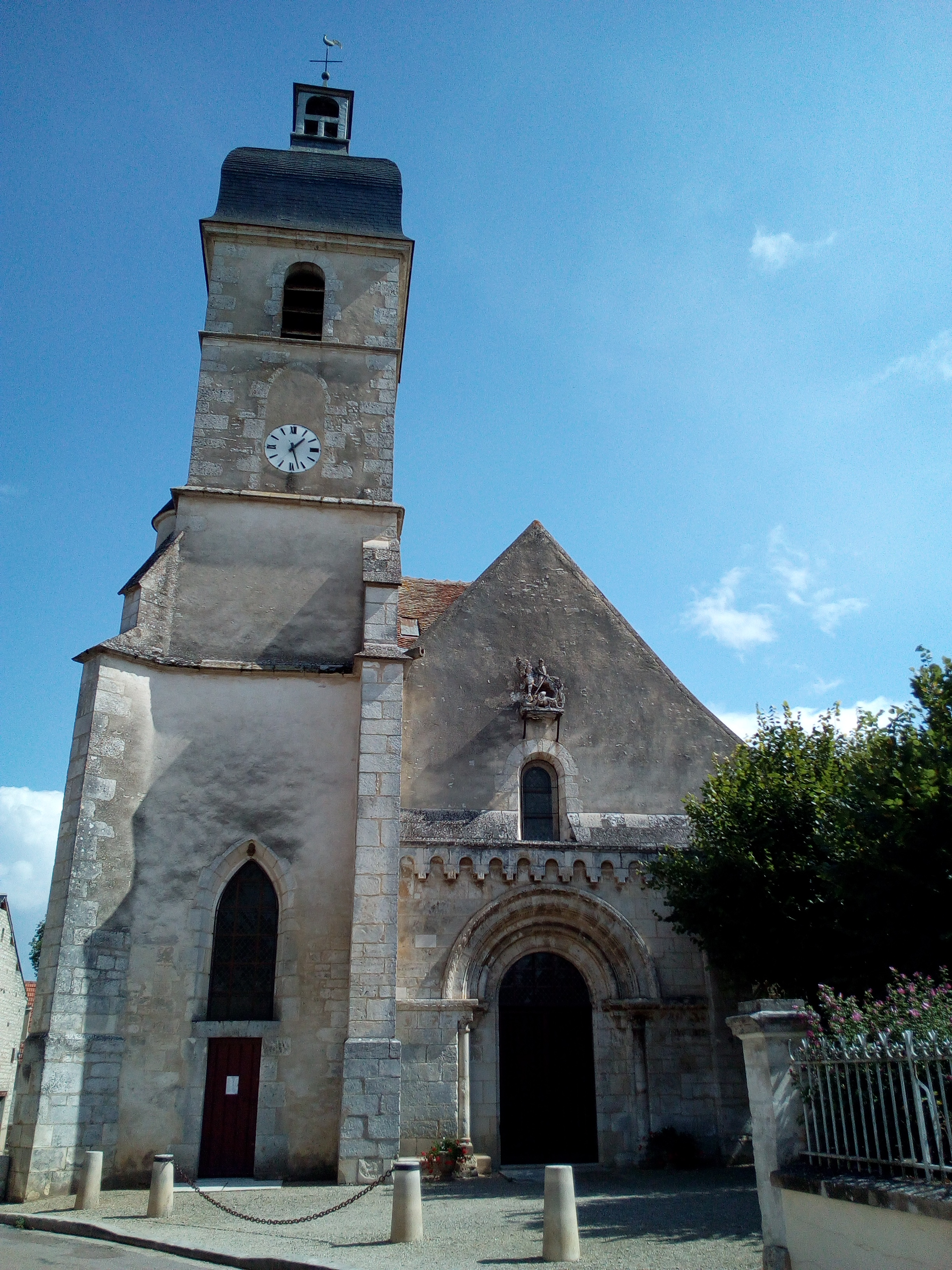
Kirche Saint-Vérain

Bazarnes liegt 16 Kilometer südsüdöstlich von Auxerre an der Yonne, die die Gemeinde im Osten begrenzt. Umgeben wird Bazarnes von den Nachbargemeinden Vincelles im Norden, Deux Rivières im Nordosten, Sainte-Pallaye im Osten, Prégilbert im Südosten, Trucy-sur-Yonne im Süden, Fontenay-sous-Fouronnes im Südwesten sowie Val-de-Mercy im Westen.

## Bevölkerungsentwicklung
| Einwohner                  | 410 | 410 | 357 | 395 | 383 | 357 | 405 | 418 |
| Quellen: Cassini und INSEE |     |     |     |     |     |     |     |     |

## Verkehr
Auf dem Gemeindegebiet liegt der Bahnhof Cravant-Bazarnes an der Bahnstrecke Laroche-Migennes–Cosne, die in diesem Bereich am 4. Juli 1870 durch die Compagnie des chemins de fer de Paris à Lyon et à la Méditerranée (PLM) eröffnet wurde. Aktuell wird er von Regionalzügen des TER Bourgogne-Franche-Comté bedient.

## Sehenswürdigkeiten
- Kirche Saint-Vérain (früheres Patrozinium: Saint-Georges) aus dem 12. Jahrhundert
- Waschhaus
- Brücke über die Yonne